# أبو نور بن أبي قرة اليفرني
أبو نور هلال بن أبي قرة بن دوناس اليفرني (المتوفي في عام 449 هـ) مؤسس طائفة رندة في عهد ملوك الطوائف.

## سيرته
ينتمي أبو نور اليفرني إلى بنو يفرن أحد بطون زناتة التي عبرت إلى الأندلس في عهد الحاجب المنصور، وانتظموا في جيوشه. وعندما قامت الفتنة في الأندلس، انحازوا إلى سليمان المستعين بالله المطالب بعرش الخلافة، وناصروه هم وقبائل البربر حتى انتزع الخلافة، فكافأهم بأن أقطعهم كورة تاكُرُنّا، واستقروا في عاصمتها رندة. وعندما أسس يحيى المعتلي بالله طائفة مالقة بعد أن خُلع من خلافة قرطبة عام 417 هـ، دان له بنو يفرن بالولاء، إلى أن قُتل عام 427 هـ، وخلفه أخاه إدريس المتأيد بالله، فاستقل زعيمهم أبو نور بن أبي قرة اليفرني برُندة مؤسسًا طائفة رندة.
حرص أبو نور اليفرني على التحالف مع زعماء القبائل البربرية التي كان تحكم المناطق المجاورة. في عام 438 هـ، عندما خلع محمد بن إدريس المهدي بالله ابن عمه إدريس العالي بالله، استضافه أبو نور ودعا زعماء البربر لمناصرته للعودة إلى عرش مالقة.
وفي عام 445 هـ، دعا المعتضد بن عباد أبى نور ومحمد بن نوح الدمري صاحب مورور وعبدون بن خزرون صاحب أركش وشذونة لزيارة إشبيلية، ودبّر لقتلهم، إلا أن الأخيرين قتلا، ونجا أبو نور ووقع في أسر المعتضد. خلف باديس بن أبي نور أبيه على عرش رندة، إلا أنه كان ذو طباع سيئة، فأرهق أهل رندة، ولم يضع حدًا لشهواته هو وحاشيته. وفي عام 449 هـ، أطلق المعتضد سراح أبي نور، فعاد إلى رندة. وحين علم بأفعال باديس، قبض عليه وأعدمه. ثم توفي أبو نور بعد أشهر، وخلفه ابنه الثاني أبو نصر فتوح.